# 387 (tal)
387 är det naturliga talet som följer 386 och som följs av 388.

## Inom vetenskapen
- 387 Aquitania, en asteroid.

## Inom matematiken
- 387 är ett udda tal
- 387 är ett sammansatt tal
- 387 är ett defekt tal